# گل‌گهر
گُل‌گُهَر (نام علمی: Caulanthus) نام یک سرده از خانواده شب‌بویان است.